# Entertainment Software Rating Board
Entertainment Software Rating Board (ESRB) — негосударственная организация, основное направление деятельности — принятие и определение рейтингов для компьютерных видеоигр и другого развлекательного программного обеспечения в США и Канаде. ESRB была основана в 1994 году ассоциацией Interactive Digital Software Association (современное название — «Entertainment Software Association»). К началу 2003 года рейтинги ESRB получили более 8000 продуктов от 350 издателей.

## Описание
Рейтинг игр ESRB основан на их содержании аналогично рейтинговым системам кино. Рейтинг игры напечатан на упаковке, содержится в её рекламе и указан на сайте игры. Компании не обязаны предоставлять игру на определение рейтинга до начала официальных продаж, так как её содержимое может значительно измениться в ходе разработки.
Рейтинг состоит из двух частей: знака рейтинга и краткого описания содержимого. Знак рейтинга обычно располагается в нижнем левом или правом углу на лицевой стороне упаковки и определяет наиболее подходящую возрастную категорию для игры. Описание содержимого располагается на обратной стороне коробки, обычно в нижнем левом или правом углу и перечисляет некоторые элементы содержания игры.
| Знак | Рейтинг                                    | Перевод                          | Дата действия               | Описание |
| ---- | ------------------------------------------ | -------------------------------- | --------------------------- | --- |
|      | EC (Early childhood)                       | Для детей младшего возраста      | 1994-2018                   | Игра подходит для детей от 3 лет и не содержит материалов, которые родители могли бы счесть неподходящими. Продукты, получившие данный рейтинг, изначально разрабатываются для детей и обычно представляют собой развивающие игры. С 1 марта 2018 года этот рейтинг больше не используется и заменяется на Everyone по причине того, что этот рейтинг имели менее 300 игр. |
|      | E (Everyone)                               | Для всех                         | 1994-1998(K-A) 1998-н.в.(E) | Содержание вполне подходит для всех возрастов (ранее с 6 лет). Такие игры могут понравиться и взрослым. Игры с этим рейтингом могут содержать минимальное насилие, в основном мультяшного характера. Первоначально K-A (Kids to Adults). |
|      | E10+ (Everyone 10 and older)               | Для всех от 10 лет и старше      | 2005-н.в.                   | Проекты с данным рейтингом могут содержать больше мультипликационного или мягкого насилия, или несколько откровенные сцены, или минимальное количество крови. Рейтинг был принят ESRB 2 марта 2005 года. |
|      | T (Teen)                                   | Подросткам                       | 1994-н.в.                   | Игра подходит для лиц от 13 лет. Проекты из данной категории могут содержать насилие, непристойные сцены, грубый юмор, в меру откровенное сексуальное содержимое, кровь или нечастое использование ненормативной лексики. |
|      | M (Mature)                                 | Для взрослых                     | 1994-н.в.                   | Материалы игры не подходят для лиц младше 17 лет. Проекты с данным рейтингом могут содержать жестокое насилие, большое количество крови с расчленением, непристойные сексуальные сцены или грубую ненормативную лексику. |
|      | AO (Adults Only 18+)                       | Только для взрослых              | 1994-н.в.                   | Содержание игры только для взрослых старше 18 лет. Продукты из данной категории могут содержать длительные сцены жестокого насилия и/или очень откровенное сексуальное содержимое. |
|      | RP (Rating Pending)                        | Рейтинг ожидается                | 1994-н.в.                   | Продукт был отправлен в ESRB и ожидает присвоения рейтинга. Данный логотип используется только на рекламных презентациях и в демо-версиях игр до официальной даты выпуска в продажу. |
|      | RP 17+ (Rating Pending —approximately 17+) | Рейтинг ожидается — примерно 17+ | 2021-н.в.                   | Продукт отправлен ESRB на оценку, но примерное содержание близко к рейтингу «M». Данная маркировка была введена с 2021 г. и распространяется на демо или презентационный вариант. |

| Варианты | Early childhood | Everyone | Everyone 10+ | Teen | Mature | Adults Only |
| -------- | --------------- | -------- | ------------ | ---- | ------ | ----------- |
| 1-й      |                 |          |              |      |        |             |
| 2-й      |                 |          |              |      |        |             |
| 3-й      |                 |          |              |      |        |             |
| 4-й      |                 |          |              |      |        |             |
| 5-й      |                 |          |              |      |        |             |

## Краткие описания
Краткие описания на упаковке игры не всегда идентичны нижеперечисленным и могут содержать дополнительные пояснения.

### Действующие
- «Alcohol Reference» — Присутствие алкогольных напитков.
- «Animated Blood» — Бесцветная или нереалистичная кровь.
- «Blood» — Присутствие крови.
- «Blood and Gore» — Кровь и расчленение.
- «Cartoon Violence» — Присутствует нереалистичное насилие, подобное таковому в мультфильмах. Также данная фраза может означать, что насилие в данной игре не приносит вреда персонажам.
- «Comic Mischief» — Присутствуют грубые шутки.
- «Crude Humor» — Диалоги в игре построены с использованием вульгарностей и «туалетного» юмора.
- «Drug Reference» — В игре присутствуют или упоминаются наркотики.
- «Edutainment» — Развивающая игра. Продукт способствует развитию у игрока определённых навыков во время игрового процесса.
- «Fantasy Violence» — Причинение вреда фантастическим персонажам (монстрам), которые не ассоциируются с людьми.
- «Informational» — Игра содержит информацию, факты, материалы или инструкции, и может быть использована в справочных целях.
- «Intense Violence» — Реалистичное насилие. В игре могут присутствовать кровь, расчленение, оружие, а также человеческие ранения и смерть.
- «Lyrics» — Умеренное сквернословие, упоминание о сексуальных отношениях, насилии, алкоголе или наркотиках в текстах к музыке.
- «Mature Humor» — Диалоги в игре содержат «взрослый» юмор, включая тему сексуальных отношений.
- «Mild Blood» — Незначительное присутствие крови.
- «Mild Lyrics» — Незначительное сквернословие, упоминание о сексуальных отношениях, насилии, алкоголе или наркотиках в текстах к музыке.
- «Mild Language» — Незначительное или умеренное сквернословие.
- «Mild Suggestive Themes» — Незначительно впечатляющие сцены.
- «Mild Violence» — Игра содержит сцены, где персонажи могут участвовать в агрессивных конфликтах.
- «Nudity» — Наличие полного обнажения в игре.
- «Partial Nudity» — Короткие или неоткровенные сцены обнажения.
- «Real Gambling» — Присутствуют азартные игры, включая ставки и пари реальными деньгами. Таким играм всегда присваивают рейтинг «Только для взрослых».
- «Sexual Themes» — В меру откровенные сексуальные сцены. Может присутствовать частичное обнажение.
- «Sexual Violence» — Игра включает изнасилования или другие акты сексуального насилия.
- «Simulated Gambling» — Наличие азартных игр без ставок реальными деньгами.
- «Some Adult Assistance May Be Needed» — Проект предназначен для маленьких детей, и для его освоения может понадобиться помощь взрослых. Используется для игр с рейтингом «Для детей младшего возраста».
- «Strong Language» — Очень грубое и частое сквернословие.
- «Strong Lyrics» — Грубое и частое сквернословие, частые упоминания секса, насилия, алкоголя или наркотиков в текстах к музыке.
- «Strong Sexual Content» — Откровенное сексуальное содержимое, возможно, включая обнажение.
- «Suggestive Themes» — Впечатляющие или раздражающие сцены или материалы.
- «Tobacco Reference» — В игре присутствует табачная продукция.
- «Use of Drugs» — Употребление нелегальных наркотиков.
- «Use of Alcohol» — Употребление алкогольных напитков.
- «Use of Tobacco» — Употребление табачной продукции.
- «Violence» — Присутствуют сцены, содержащие агрессивные конфликты.

#### Интерактивные элементы
- «In-Game Purchases» — игры, которые содержат платные внутриигровые покупки либо микротранзакции.
- «In-Game Purchases (Includes Random Items)» — игры, которые включают в себя внутриигровые покупки случайных предметов за настоящую или внутриигровую валюту (например, лутбоксы, игры с гача-механиками, наборы карточек и предметов, а также другие платные элементы).
- «Shares Location» — игры, которые предоставляют возможность пользователю поделиться своим местоположением с другими.
- «Users Interact» — игры, которые включают в себя обмен данными между пользователями и обмен мультимедийным содержанием (например, текстовые/голосовые сообщения в чате, изображения от других игроков).
- «Unrestricted Internet» — игры, которые предоставляют пользователю неограниченный доступ к интернету (например, браузер, поисковая система).
- «Online Interactions Not Rated by the ESRB» — игры, которые содержат пользовательский онлайн-контент и сообщения, которые не зависят от организации ESRB.

### Онлайн-рейтинг
В онлайн-играх, содержимое которых может модифицироваться пользователями (например, диалоги, карты, модели персонажей), используется замечание «Game Experience May Change During Online Play», которое предупреждает покупателей о том, что пользовательский контент в игре не проходил рецензирования ESRB.

### Устаревшие
Следующие краткие описания более не используются и могут встретиться только на старых продуктах.
- «Animated Blood and Gore» — Нереалистичная кровь и/или отделение частей тела.
- «Animated Violence» — Нарисованные и нереалистичные сцены агрессии, в которых могут участвовать персонажи.
- «Gambling» — Присутствие азартных игр.
- «Gaming» — Присутствие азартных игр.
- «Mature Sexual Themes» — Откровенные материалы, возможно с частичным обнажением.
- «Mild Animated Violence» — Мягкое, нереалистично изображённое насилие.
- «Mild Realistic Violence» — Мягкое, но реалистично изображённое насилие.
- «Reading Skills, Fine Motor Skills, Higher-Level Thinking Skills» — Такие фразы могут встретиться только на продуктах с рейтингом «Early Childhood» и указывают, что в проекте используются такие навыки ребёнка, как чтение, реакция, умение логически мыслить и др.
- «Realistic Blood» — Высокодетализированная реалистичная кровь.
- «Realistic Blood and Gore» — Высокодетализированные реалистичные кровь и расчленение.
- «Realistic Violence» — В игре реалистично отображено насилие.

## Процесс присвоения рейтинга
Для определения рейтинга издатель присылает в ESRB видеоролик, который содержит наиболее впечатляющие и резкие сцены игры. Также издатель заполняет специальную анкету сведениями о содержании игры.
На веб-сайте ESRB сообщается, что затем рецензенты независимо оценивают продукт и определяют рейтинг. Оценкой рейтинга занимаются многие люди разных возрастов и слоёв общества. Это могут быть бывшие школьные учителя, родители, профессионалы и различные работники из других сфер деятельности, не связанные с игровой индустрией. Если рецензенты сходятся в оценке, то к рейтингу добавляют краткие описания и ESRB уведомляет издателя о своём решении.
Когда игра готова к продаже, издатель отправляет копии финальной версии в ESRB. Подвергается осмотру упаковка игры, а предоставленные издателем сведения о содержании игры обычно проверяются путём её тестирования. Если игра оказывается более жестокой, чем было представлено в видеоролике, или покупатели высказываются о несоответствии рейтинга и содержимого продукта, к издателю могут быть применены различные санкции.